# Amarillo (hop)
Amarillo is een hopvariëteit, gebruikt voor het brouwen van bier.
Deze hopvariëteit is een “aromahop”, bij het bierbrouwen voornamelijk gebruikt vanwege zijn aromatische eigenschappen. Deze redelijk nieuwe Amerikaanse hopvariëteit werd geïntroduceerd door Virgil Gamache Farms Inc.

## Kenmerken
- Alfazuur: 8 – 11%
- Bètazuur: 6 – 7%
- Eigenschappen: citrusachtige smaak, gaande naar een sinaasappelsmaak en –aroma, redelijke bitterheid